# Eryngium argyreum
Eryngium argyreum är en flockblommig växtart som beskrevs av René Charles Maire. Eryngium argyreum ingår i släktet martornar, och familjen flockblommiga växter. Inga underarter finns listade i Catalogue of Life.